# نصير أباد (ورزقان)
نصير أباد هي قرية في مقاطعة ورزقان، إيران. عدد سكان هذه القرية هو 114 في سنة 2006.